# (1682) Karel
(1682) Karel ist ein Asteroid des Hauptgürtels, der am 2. August 1949 vom deutschen Astronomen Karl Wilhelm Reinmuth in Heidelberg entdeckt wurde.
Benannt ist der Asteroid nach dem Sohn der niederländischen Astronomen Cornelis Johannes van Houten und Ingrid van Houten-Groeneveld.